# Witte vleermuis
De witte vleermuis (Ectophylla alba)  is een zoogdier uit de familie van de bladneusvleermuizen van de Nieuwe Wereld (Phyllostomidae). De wetenschappelijke naam van de soort werd voor het eerst geldig gepubliceerd door H. Allen in 1892.

## Leefwijze
Deze kleine vleermuizen knagen net zo lang op de nerven van een Heliconia blad tot deze slap hangt en een soort tent vormt. Overdag slapen zij hieronder, dit beschermt hen tegen de zon en mogelijke roofdieren.

## Voorkomen
De soort komt voor in Honduras tot West-Panama.